# المعاريف (بني ريتون)
المعاريف هو دُوَّار يقع بجماعة بوڭرڭوح، إقليم سطات، جهة الدار البيضاء سطات في المملكة المغربية. ينتمي الدوّار لمشيخة بني ريتون التي تضم 17 دوار. يقدر عدد سكانه بـ 811 نسمة حسب الإحصاء الرسمي للسكان والسكنى لسنة 2004.

## روابط خارجية
- البوابة الوطنية للجماعات الترابية
- المندوبية السامية للتخطيط